# Specie di Gnaphosidae (P-Z)
Di seguito sono descritte tutte le specie della famiglia di ragni Gnaphosidae i cui generi sono compresi fra la lettera iniziale P e la Z, note al 5 marzo 2016.

## Parabonna
Parabonna Mello-Leitão, 1947
- Parabonna goffergei Mello-Leitão, 1947[2] — Brasile

## Parasyrisca
Parasyrisca Schenkel, 1963
1. Parasyrisca alai Ovtsharenko, Platnick & Marusik, 1995 — Kirghizistan, Pakistan
2. Parasyrisca alexeevi Ovtsharenko, Platnick & Marusik, 1995 — Russia
3. Parasyrisca altaica Ovtsharenko, Platnick & Marusik, 1995 — Kazakistan
4. Parasyrisca andarbag Ovtsharenko, Platnick & Marusik, 1995 — Tagikistan
5. Parasyrisca andreevae Ovtsharenko, Platnick & Marusik, 1995 — Tagikistan
6. Parasyrisca anzobica Ovtsharenko, Platnick & Marusik, 1995 — Tagikistan
7. Parasyrisca arrabonica Szinetár & Eichardt, 2009 — Ungheria
8. Parasyrisca asiatica Ovtsharenko, Platnick & Marusik, 1995 — Russia, Mongolia
9. Parasyrisca balcarica Ovtsharenko, Platnick & Marusik, 1995 — Russia
10. Parasyrisca belengish Ovtsharenko, Platnick & Marusik, 1995 — Russia
11. Parasyrisca belukha Ovtsharenko, Platnick & Marusik, 1995 — Russia
12. Parasyrisca birikchul Ovtsharenko, Platnick & Marusik, 1995 — Russia
13. Parasyrisca breviceps (Kroneberg, 1875) — Tagikistan
14. Parasyrisca bucklei Marusik & Fomichev, 2010 — Russia
15. Parasyrisca caucasica Ovtsharenko, Platnick & Marusik, 1995 — Russia
16. Parasyrisca chikatunovi Ovtsharenko, Platnick & Marusik, 1995 — Tagikistan
17. Parasyrisca gissarika Ovtsharenko, Platnick & Marusik, 1995 — Tagikistan
18. Parasyrisca guzeripli Ovtsharenko, Platnick & Marusik, 1995 — Russia
19. Parasyrisca heimeri Ovtsharenko, Platnick & Marusik, 1995 — Mongolia
20. Parasyrisca helanshan Tang & Zhao, 1998 — Cina
21. Parasyrisca hippai Ovtsharenko, Platnick & Marusik, 1995 — Russia
22. Parasyrisca holmi Ovtsharenko, Platnick & Marusik, 1995 — Russia
23. Parasyrisca iskander Ovtsharenko, Platnick & Marusik, 1995 — Tagikistan
24. Parasyrisca khubsugul Ovtsharenko, Platnick & Marusik, 1995 — Mongolia
25. Parasyrisca koksu Ovtsharenko, Platnick & Marusik, 1995 — Kirghizistan
26. Parasyrisca kurgan Ovtsharenko, Platnick & Marusik, 1995 — Kirghizistan
27. Parasyrisca kyzylart Ovtsharenko, Platnick & Marusik, 1995 — Kirghizistan
28. Parasyrisca logunovi Ovtsharenko, Platnick & Marusik, 1995 — Russia
29. Parasyrisca marusiki Kovblyuk, 2003 — Ucraina
30. Parasyrisca mikhailovi Ovtsharenko, Platnick & Marusik, 1995 — Russia
31. Parasyrisca narynica Ovtsharenko, Platnick & Marusik, 1995 — Kirghizistan, Tagikistan
32. Parasyrisca orites (Chamberlin & Gertsch, 1940) — USA, Canada
33. Parasyrisca otmek Ovtsharenko, Platnick & Marusik, 1995 — Kirghizistan
34. Parasyrisca paironica Ovtsharenko, Platnick & Marusik, 1995 — Tagikistan
35. Parasyrisca pamirica Ovtsharenko, Platnick & Marusik, 1995 — Tagikistan
36. Parasyrisca potanini Schenkel, 1963[2] — Russia, Mongolia, Cina
37. Parasyrisca pshartica Ovtsharenko, Platnick & Marusik, 1995 — Tagikistan
38. Parasyrisca schenkeli Ovtsharenko & Marusik, 1988 — Kazakistan, Mongolia, Cina
39. Parasyrisca shakhristanica Ovtsharenko, Platnick & Marusik, 1995 — Tagikistan
40. Parasyrisca sollers (Simon, 1895) — Mongolia, Cina
41. Parasyrisca songi Marusik & Fritzén, 2009 — Cina
42. Parasyrisca susamyr Ovtsharenko, Platnick & Marusik, 1995 — Kirghizistan
43. Parasyrisca terskei Ovtsharenko, Platnick & Marusik, 1995 — Kirghizistan
44. Parasyrisca turkenica Ovtsharenko, Platnick & Marusik, 1995 — Turchia
45. Parasyrisca tyshchenkoi Ovtsharenko, Platnick & Marusik, 1995 — Russia
46. Parasyrisca ulykpani Ovtsharenko, Platnick & Marusik, 1995 — Russia, Mongolia
47. Parasyrisca vakhanski Ovtsharenko, Platnick & Marusik, 1995 — Tagikistan
48. Parasyrisca vinosa (Simon, 1878) — Europa
49. Parasyrisca vorobica Ovtsharenko, Platnick & Marusik, 1995 — Tagikistan

## Phaeocedus
Phaeocedus Simon, 1914
- Phaeocedus braccatus (L. Koch, 1866)[2] — Regione paleartica
  - Phaeocedus braccatus jugorum Simon, 1914 — Francia
- Phaeocedus fedotovi Charitonov, 1946 — Uzbekistan
- Phaeocedus haribhaiius Patel & Patel, 1975 — India
- Phaeocedus hebraeus Levy, 1999 — Israele
- Phaeocedus mikha Levy, 2009 — Israele, Portogallo
- Phaeocedus mosambaensis Tikader, 1964 — Nepal
- Phaeocedus nicobarensis Tikader, 1977 — Isole Nicobare
- Phaeocedus parvus O. P.-Cambridge, 1905 — probabilmente India
- Phaeocedus poonaensis Tikader, 1982 — India

## Plutonodomus
Plutonodomus Cooke, 1964
- Plutonodomus kungwensis Cooke, 1964 — Tanzania

## Poecilochroa
Poecilochroa Westring, 1874
1. Poecilochroa albomaculata (Lucas, 1846) — Mediterraneo occidentale
2. Poecilochroa alcala Barrion & Litsinger, 1995 — Filippine
3. Poecilochroa anomala (Hewitt, 1915) — Sudafrica
4. Poecilochroa antineae Fage, 1929 — Egitto
5. Poecilochroa barmani Tikader, 1982 — India
6. Poecilochroa behni Thorell, 1891 — Isole Nicobare
7. Poecilochroa bifasciata Banks, 1902 — Isole Galapagos
8. Poecilochroa capensis Strand, 1909 — Sudafrica
9. Poecilochroa carinata Caporiacco, 1947 — Uganda
10. Poecilochroa dayamibrookiana Barrion & Litsinger, 1995 — Filippine
11. Poecilochroa devendrai Gajbe & Rane, 1985 — India
12. Poecilochroa faradjensis Lessert, 1929 — Congo
13. Poecilochroa furcata Simon, 1914 — Francia, Italia, Grecia
14. Poecilochroa golan Levy, 1999 — Israele
15. Poecilochroa haplostyla Simon, 1907 — Isola Principe (Sao Tomè e Principe)
16. Poecilochroa hungarica Kolosváry, 1934 — Ungheria
17. Poecilochroa incompta (Pavesi, 1880) — Tunisia
18. Poecilochroa insularis Kulczyński, 1911 — Giava
19. Poecilochroa involuta Tucker, 1923 — Sudafrica
20. Poecilochroa joreungensis Paik, 1992 — Corea
21. Poecilochroa latefasciata Simon, 1893 — Perù
22. Poecilochroa loricata Kritscher, 1996 — Malta
23. Poecilochroa malagassa Strand, 1907 — Madagascar
24. Poecilochroa parangunifasciata Barrion & Litsinger, 1995 — Filippine
25. Poecilochroa patricia (Simon, 1878) — Corsica
26. Poecilochroa pauciaculeis Caporiacco, 1947 — Africa orientale
27. Poecilochroa perversa Simon, 1914 — Francia
28. Poecilochroa phyllobia (Thorell, 1871) — Italia
29. Poecilochroa pugnax (O. P.-Cambridge, 1874) — Libia, Egitto, Etiopia, Israele
30. Poecilochroa rollini Berland, 1933 — Isole Marchesi
31. Poecilochroa sedula (Simon, 1897) — India
32. Poecilochroa senilis (O. P.-Cambridge, 1872) — dalla Corsica al Turkmenistan
  - Poecilochroa senilis auspex (Simon, 1878) — Spagna, Francia
33. Poecilochroa taborensis Levy, 1999 — Israele
34. Poecilochroa taeguensis Paik, 1992 — Corea
35. Poecilochroa tikaderi Patel, 1989 — India
36. Poecilochroa tridotus Caleb & Mathai, 2013 — India
37. Poecilochroa trifasciata Mello-Leitão, 1918 — Brasile
38. Poecilochroa variana (C. L. Koch, 1839)[2] — dall'Europa all'Asia centrale
39. Poecilochroa viduata (Pavesi, 1883) — Etiopia
40. Poecilochroa vittata Kulczynski, 1911 — Giava

## Prodida
Prodida Dalmas, 1919
- Prodida longiventris Dalmas, 1919 — Filippine
- Prodida stella Saaristo, 2002 — Isole Seychelles

## Prodidomus
Prodidomus Hentz, 1847
- Prodidomus amaranthinus (Lucas, 1846) — Mediterraneo
- Prodidomus aurantiacus Simon, 1890 — Yemen
- Prodidomus beattyi Platnick, 1977 — Australia occidentale, Territorio del Nord (Australia)
- Prodidomus bendee Platnick & Baehr, 2006 — Queensland
- Prodidomus bicolor Denis, 1957 — Sudan
- Prodidomus birmanicus Thorell, 1897 — Myanmar
- Prodidomus bryantae Alayón, 1995 — Cuba
- Prodidomus capensis Purcell, 1904 — Africa meridionale
- Prodidomus chaperi (Simon, 1884) — India
- Prodidomus clarki Cooke, 1964 — Isole Ascensione
- Prodidomus dalmasi Berland, 1919 — Kenya
- Prodidomus djibutensis Dalmas, 1919 — Somalia
- Prodidomus domesticus Lessert, 1938 — Congo
- Prodidomus duffeyi Cooke, 1964 — Isole Ascensione
- Prodidomus flavidus (Simon, 1884) — Algeria
- Prodidomus flavipes Lawrence, 1952 — Africa meridionale
- Prodidomus flavus Platnick & Baehr, 2006 — Queensland
- Prodidomus geniculosus Dalmas, 1919 — Tunisia
- Prodidomus granulosus Cooke, 1964 — Ruanda
- Prodidomus hispanicus Dalmas, 1919 — Spagna, Grecia
- Prodidomus kimberley Platnick & Baehr, 2006 — Australia occidentale, Territorio del Nord (Australia)
- Prodidomus lampei Strand, 1915 — Namibia
- Prodidomus lampeli Cooke, 1964 — Etiopia
- Prodidomus latebricola Cooke, 1964 — Tanzania
- Prodidomus margala Platnick, 1976 — Pakistan
- Prodidomus maximus Lessert, 1936 — Mozambico
- Prodidomus nigellus Simon, 1890 — Yemen
- Prodidomus nigricaudus Simon, 1893 — Venezuela
- Prodidomus opacithorax Simon, 1893 — Venezuela
- Prodidomus palkai Cooke, 1972 — India
- Prodidomus papavanasanemensis Cooke, 1972 — India
- Prodidomus purpurascens Purcell, 1904 — Africa meridionale
- Prodidomus purpureus Simon, 1907 — Africa occidentale
- Prodidomus redikorzevi Spassky, 1940 — Kazakistan, Turkmenistan
- Prodidomus reticulatus Lawrence, 1927 — Namibia
- Prodidomus revocatus Cooke, 1964 — Mauritius
- Prodidomus robustus Dalmas, 1919 — Etiopia
- Prodidomus rodolphianus Dalmas, 1919 — Africa orientale
- Prodidomus rollasoni Cooke, 1964 — Libia
- Prodidomus rufus Hentz, 1847 — Cina, Giappone, Nuova Caledonia, USA, Cuba, Argentina, Cile, Isola di Sant'Elena
- Prodidomus saharanpurensis (Tikader, 1982) — India
- Prodidomus sampeyi Platnick & Baehr, 2006 — Australia occidentale
- Prodidomus seemani Platnick & Baehr, 2006 — Queensland
- Prodidomus simoni Dalmas, 1919 — Africa meridionale
- Prodidomus singulus Suman, 1967 — Hawaii
- Prodidomus sirohi Platnick, 1976 — India
- Prodidomus tigrinus Dalmas, 1919 — Africa occidentale
- Prodidomus tirumalai Cooke, 1972 — India
- Prodidomus venkateswarai Cooke, 1972 — India
- Prodidomus watongwensis Cooke, 1964 — Tanzania
- Prodidomus woodleigh Platnick & Baehr, 2006 — Australia occidentale
- Prodidomus wunderlichi Deeleman-Reinhold, 2001 — Thailandia
- Prodidomus yorke Platnick & Baehr, 2006 — Queensland

## Pseudodrassus
Pseudodrassus Caporiacco, 1935
- Pseudodrassus pichoni Schenkel, 1963 — Cina
- Pseudodrassus quadridentatus (Caporiacco, 1928) — Libia
- Pseudodrassus ricasolii Caporiacco, 1935[2] — Turchia
- Pseudodrassus scorteccii Caporiacco, 1936 — Libia

## Pterotricha
Pterotricha Kulczyński, 1903
1. Pterotricha aethiopica (L. Koch, 1875) — Etiopia
2. Pterotricha algerica Dalmas, 1921 — Algeria, Libia
3. Pterotricha arcifera (Simon, 1882) — Yemen
4. Pterotricha argentosa Charitonov, 1946 — Uzbekistan
5. Pterotricha auris (Tucker, 1923) — Sudafrica
6. Pterotricha cambridgei (L. Koch, 1872) — Siria, Israele
7. Pterotricha chazaliae (Simon, 1895) — Marocco, Mauritania, Algeria, Israele
8. Pterotricha conspersa (O. P.-Cambridge, 1872) — Libia, Egitto, Israele
9. Pterotricha dalmasi Fage, 1929 — Algeria, Egitto, Israele, Giordania
10. Pterotricha djibutensis Dalmas, 1921 — Somalia
11. Pterotricha egens Denis, 1966 — Libia
12. Pterotricha engediensis Levy, 1995 — Israele
13. Pterotricha insolita Dalmas, 1921 — Algeria
14. Pterotricha kochi (O. P.-Cambridge, 1872) — Turchia, Libano, Siria, Israele
15. Pterotricha lentiginosa (C. L. Koch, 1837)[2] — Mediterraneo, Ucraina
16. Pterotricha lesserti Dalmas, 1921 — Egitto, Israele, Arabia Saudita
17. Pterotricha levantina Levy, 1995 — Israele
18. Pterotricha linnaei (Audouin, 1826) — Egitto
19. Pterotricha loeffleri (Roewer, 1955) — Iran
20. Pterotricha lutata (O. P.-Cambridge, 1872) — Libano, Israele
21. Pterotricha marginalis (Tucker, 1923) — Sudafrica
22. Pterotricha mauritanica Denis, 1945 — Mauritania
23. Pterotricha nomas (Thorell, 1875) — Russia
24. Pterotricha parasyriaca Levy, 1995 — Israele
25. Pterotricha paupercula Denis, 1966 — Libia
26. Pterotricha pavlovskyi Spassky, 1952 — Tagikistan
27. Pterotricha procera (O. P.-Cambridge, 1874) — Egitto, Israele
28. Pterotricha punctifera Dalmas, 1921 — Yemen
29. Pterotricha quagga (Pavesi, 1884) — Etiopia
30. Pterotricha saga (Dönitz & Strand, 1906) — Giappone
31. Pterotricha schaefferi (Audouin, 1826) — Libia, Egitto, Sudan, Israele
32. Pterotricha simoni Dalmas, 1921 — Spagna
33. Pterotricha sinoniae Caporiacco, 1953 — Italia
34. Pterotricha somaliensis Dalmas, 1921 — Somalia
35. Pterotricha strandi Spassky, 1936 — Turkmenistan
36. Pterotricha syriaca Dalmas, 1921 — Siria
37. Pterotricha tikaderi Gajbe, 1983 — India
38. Pterotricha vicina Dalmas, 1921 — Algeria, Libia

## Pterotrichina
Pterotrichina Dalmas, 1921
- Pterotrichina elegans Dalmas, 1921[2] — Algeria, Tunisia
- Pterotrichina nova Caporiacco, 1934 — Karakorum

## Purcelliana
Purcelliana Cooke, 1964
- Purcelliana problematica Cooke, 1964 — Africa meridionale

## Sanitubius
Sanitubius Kamura, 2001
- Sanitubius anatolicus (Kamura, 1989)[2] — Cina, Corea, Giappone

## Scopoides
Scopoides Platnick, 1989
1. Scopoides asceticus (Chamberlin, 1924) — Messico
2. Scopoides bryantae (Platnick & Shadab, 1976) — USA, Messico
3. Scopoides cambridgei (Gertsch & Davis, 1940) — USA, Messico
4. Scopoides catharius (Chamberlin, 1922)[2]  — USA
5. Scopoides gertschi (Platnick, 1978) — USA
6. Scopoides gyirongensis Hu, 2001 — Cina
7. Scopoides kastoni (Platnick & Shadab, 1976) — USA, Messico
8. Scopoides kuljitae (Tikader, 1982) — India
9. Scopoides maitraiae (Tikader & Gajbe, 1977) — India
10. Scopoides naturalisticus (Chamberlin, 1924) — USA, Messico
11. Scopoides nesiotes (Chamberlin, 1924) — USA, Messico
12. Scopoides ochraceus (F. O. P.-Cambridge, 1899) — Messico
13. Scopoides pritiae (Tikader, 1982) — India
14. Scopoides rostratus (Platnick & Shadab, 1976) — Messico
15. Scopoides santiago (Platnick & Shadab, 1976) — Messico
16. Scopoides tikaderi (Gajbe, 1987) — India
17. Scopoides tlacolula (Platnick & Shadab, 1976) — Messico
18. Scopoides xizangensis Hu, 2001 — Cina

## Scotocesonia
Scotocesonia Caporiacco, 1947
- Scotocesonia demerarae Caporiacco, 1947[2] — Guyana

## Scotognapha
Scotognapha Dalmas, 1920
1. Scotognapha arcuata Wunderlich, 2011 — Isole Canarie
2. Scotognapha atomaria Dalmas, 1920 — Isole Canarie
3. Scotognapha brunnea Schmidt, 1980 — Isole Canarie
4. Scotognapha canaricola (Strand, 1911) — Isole Canarie
5. Scotognapha convexa (Simon, 1883)[2] — Isole Canarie
6. Scotognapha costacalma Platnick, Ovtsharenko & Murphy, 2001 — Isole Canarie
7. Scotognapha galletas Platnick, Ovtsharenko & Murphy, 2001 — Isole Canarie
8. Scotognapha haria Platnick, Ovtsharenko & Murphy, 2001 — Isole Canarie
9. Scotognapha juangrandica Platnick, Ovtsharenko & Murphy, 2001 — Isole Canarie
10. Scotognapha medano Platnick, Ovtsharenko & Murphy, 2001 — Isole Canarie
11. Scotognapha paivai (Blackwall, 1864) — Salvage (Isole Canarie)
12. Scotognapha taganana Platnick, Ovtsharenko & Murphy, 2001 — Isole Canarie
13. Scotognapha teideensis (Wunderlich, 1992) — Isole Canarie
14. Scotognapha wunderlichi Platnick, Ovtsharenko & Murphy, 2001 — Isole Canarie

## Scotophaeus
Scotophaeus Simon, 1893
1. Scotophaeus aculeatus Simon, 1914 — Francia
2. Scotophaeus affinis Caporiacco, 1949 — Kenya
3. Scotophaeus afghanicus Roewer, 1961 — Afghanistan
4. Scotophaeus arboricola Jézéquel, 1965 — Costa d'Avorio
5. Scotophaeus bersebaensis Strand, 1915 — Namibia
6. Scotophaeus bharatae Gajbe, 1989 — India
7. Scotophaeus bifidus Schmidt & Krause, 1994 — Isole Capo Verde
8. Scotophaeus blackwalli (Thorell, 1871) — cosmopolita
  - Scotophaeus blackwalli isabellinus (Simon, 1873) — Corsica, Italia, Croazia
  - Scotophaeus blackwalli politus (Simon, 1878) — Francia
9. Scotophaeus brolemanni Simon, 1914 — Francia
10. Scotophaeus cecileae Barrion & Litsinger, 1995 — Filippine
11. Scotophaeus correntinus Mello-Leitão, 1945 — Argentina
12. Scotophaeus crinitus Jézéquel, 1965 — Costa d'Avorio
13. Scotophaeus dispulsus (O. P.-Cambridge, 1885) — Tagikistan, Mongolia
14. Scotophaeus domesticus Tikader, 1962 — India
15. Scotophaeus fabrisae Caporiacco, 1950 — Italia
16. Scotophaeus faisalabadiensis Ghafoor & Beg, 2002 — Pakistan
17. Scotophaeus gridellii Caporiacco, 1928 — Isole Canarie
18. Scotophaeus hierro Schmidt, 1977 — Isole Canarie
19. Scotophaeus hunan Zhang, Song & Zhu, 2003 — Cina
20. Scotophaeus insularis Berland, 1936 — Isole Capo Verde
21. Scotophaeus invisus (O. P.-Cambridge, 1885) — Yarkand (Cina)
22. Scotophaeus jacksoni Berland, 1936 — Isole Capo Verde
23. Scotophaeus jinlin Song, Zhu & Zhang, 2004 — Cina
24. Scotophaeus kalimpongensis Gajbe, 1992 — India
25. Scotophaeus lamperti Strand, 1906 — Africa centrale
26. Scotophaeus lindbergi Roewer, 1961 — Afghanistan
27. Scotophaeus madalasae Tikader & Gajbe, 1977 — India
28. Scotophaeus marleyi Tucker, 1923 — Sudafrica
29. Scotophaeus mauckneri Schmidt, 1956 — Isole Canarie
30. Scotophaeus merkaricola Strand, 1907 — India
31. Scotophaeus meruensis Tullgren, 1910 — Africa orientale
32. Scotophaeus microdon Caporiacco, 1933 — Libia
33. Scotophaeus musculus (Simon, 1878) — Francia, Madeira
34. Scotophaeus nanoides Wunderlich, 2011 —Portogallo
35. Scotophaeus nanus Wunderlich, 1995 — Austria
36. Scotophaeus natalensis Lawrence, 1938 — Sudafrica
37. Scotophaeus nigrosegmentatus (Simon, 1895) — Mongolia, Karakorum
38. Scotophaeus nossibeensis Strand, 1907 — Madagascar
39. Scotophaeus nyrensis Simon, 1909 — Africa orientale
40. Scotophaeus parvioculis Strand, 1906 — Etiopia
41. Scotophaeus peninsularis Roewer, 1928 — Grecia, Creta, Israele
42. Scotophaeus poonaensis Tikader, 1982 — India
43. Scotophaeus pretiosus (L. Koch, 1873) — Nuova Zelanda
44. Scotophaeus purcelli Tucker, 1923 — Sudafrica
45. Scotophaeus quadripunctatus (Linnaeus, 1758)[2] — Europa, Russia
46. Scotophaeus rajasthanus Tikader, 1966 — India
47. Scotophaeus rebellatus (Simon, 1880) — Cina
48. Scotophaeus regularis Tullgren, 1910 — Africa orientale
49. Scotophaeus relegatus Purcell, 1907 — Sudafrica
50. Scotophaeus retusus (Simon, 1878) — Francia
51. Scotophaeus rufescens (Kroneberg, 1875) — Asia centrale
52. Scotophaeus schenkeli Caporiacco, 1949 — Kenya
53. Scotophaeus scutulatus (L. Koch, 1866) — dall'Europa all'Asia centrale, Algeria
54. Scotophaeus semitectus (Simon, 1886) — Senegal
55. Scotophaeus simlaensis Tikader, 1982 — India
56. Scotophaeus strandi Caporiacco, 1940 — Etiopia
57. Scotophaeus tubicola Schmidt, 1990 — Isole Canarie
58. Scotophaeus typhlus Schmidt & Piepho, 1994 — Isole Capo Verde
59. Scotophaeus validus (Lucas, 1846) — Europa meridionale, Marocco, Algeria
60. Scotophaeus westringi Simon, 1914 — Francia
61. Scotophaeus xizang Zhang, Song & Zhu, 2003 — Cina

## Sergiolus
Sergiolus Simon, 1891
1. Sergiolus angustus (Banks, 1904) — Nordamerica
2. Sergiolus bicolor Banks, 1900 — USA, Canada
3. Sergiolus capulatus (Walckenaer, 1837)[2] — USA, Canada
4. Sergiolus columbianus (Emerton, 1917) — USA, Canada
5. Sergiolus cyaneiventris Simon, 1893 — USA, Cuba
6. Sergiolus decoratus Kaston, 1945 — USA, Canada
7. Sergiolus gertschi Platnick & Shadab, 1981 — USA, Messico
8. Sergiolus guadalupensis Platnick & Shadab, 1981 — Messico
9. Sergiolus hosiziro (Yaginuma, 1960) — Cina, Corea, Giappone
10. Sergiolus iviei Platnick & Shadab, 1981 — USA, Canada
11. Sergiolus kastoni Platnick & Shadab, 1981 — USA, Cuba
12. Sergiolus khodiarae Patel, 1988 — India
13. Sergiolus lamhetaghatensis Gajbe & Gajbe, 1999 — India
14. Sergiolus lowelli Chamberlin & Woodbury, 1929 — USA, Messico
15. Sergiolus magnus (Bryant, 1948) — Hispaniola
16. Sergiolus mainlingensis Hu, 2001 — Cina
17. Sergiolus meghalayensis Tikader & Gajbe, 1976 — India
18. Sergiolus minutus (Banks, 1898) — USA, Cuba, Giamaica
19. Sergiolus montanus (Emerton, 1890) — Nordamerica
20. Sergiolus ocellatus (Walckenaer, 1837) — USA, Canada
21. Sergiolus poonaensis Tikader & Gajbe, 1976 — India
22. Sergiolus singhi Tikader & Gajbe, 1976 — India
23. Sergiolus songi Xu, 1991 — Cina
24. Sergiolus stella Chamberlin, 1922 — USA, Messico
25. Sergiolus tennesseensis Chamberlin, 1922 — USA
26. Sergiolus unimaculatus Emerton, 1915 — USA, Canada

## Sernokorba
Sernokorba Kamura, 1992
- Sernokorba fanjing Song, Zhu & Zhang, 2004 — Cina
- Sernokorba pallidipatellis (Bösenberg & Strand, 1906)[2] — Russia, Cina, Corea, Giappone
- Sernokorba tescorum (Simon, 1914) — Francia

## Setaphis
Setaphis Simon, 1893
1. Setaphis algerica (Dalmas, 1922) — Spagna, Algeria
2. Setaphis atlantica (Berland, 1936) — Isole Capo Verde
3. Setaphis browni (Tucker, 1923) — dall'Africa centrale e meridionale al Pakistan, India
4. Setaphis canariensis (Simon, 1883) — Isole Canarie
5. Setaphis carmeli (O. Pickard-Cambridge, 1872) — Mediterraneo
6. Setaphis fuscipes (Simon, 1885) — dal Marocco a Israele
7. Setaphis gomerae (Schmidt, 1981) — Isole Canarie
8. Setaphis jocquei Platnick & Murphy, 1996 — Costa d'Avorio
9. Setaphis makalali FitzPatrick, 2005 — Sudafrica
10. Setaphis mediterranea Levy, 2009 — Israele
11. Setaphis mollis (O. P.-Cambridge, 1874) — Africa settentrionale, Israele
12. Setaphis murphyi Wunderlich, 2011 — isole Canarie
13. Setaphis parvula (Lucas, 1846)[2] — Mediterraneo occidentale
14. Setaphis salrei Schmidt, 1999 — Isole Capo Verde
15. Setaphis sexmaculata Simon, 1893 — Sudafrica
16. Setaphis simplex (Simon, 1885) — Tunisia
17. Setaphis spiribulbis (Denis, 1952) — Marocco
18. Setaphis subtilis (Simon, 1897) — Africa occidentale, dal Sudafrica alle Filippine
19. Setaphis villiersi (Denis, 1955) — Niger, Somalia, Etiopia
20. Setaphis walteri Platnick & Murphy, 1996 — Isole Canarie
21. Setaphis wunderlichi Platnick & Murphy, 1996 — Isole Canarie

## Shaitan
Shaitan Kovblyuk, Kastrygina e Marusik, 2013
- Shaitan elchini Kovblyuk, Kastrygina e Marusik, 2013[2] — Kazakistan, Azerbaigian

## Shiragaia
Shiragaia Paik, 1992
- Shiragaia taeguensis Paik, 1992[2] — Corea

## Sidydrassus
Sidydrassus Esyunin & Tuneva, 2002
- Sidydrassus rogue Tuneva, 2004 — Kazakistan
- Sidydrassus shumakovi (Spassky, 1934)[2] — Russia, Kazakistan
- Sidydrassus tianschanicus (Hu & Wu, 1989) — Cina

## Smionia
Smionia Dalmas, 1920
- Smionia capensis Dalmas, 1920[2] — Sudafrica
- Smionia lineatipes (Purcell, 1908) — Sudafrica

## Sosticus
Sosticus Chamberlin, 1922
1. Sosticus californicus Platnick & Shadab, 1976 — USA
2. Sosticus dherikanalensis Gajbe, 1979 — India
3. Sosticus insularis (Banks, 1895)[2] — USA, Canada
4. Sosticus jabalpurensis Bhandari & Gajbe, 2001 — India
5. Sosticus loricatus (L. Koch, 1866) — Regione olartica
6. Sosticus nainitalensis Gajbe, 1979 — India
7. Sosticus pawani Gajbe, 1993 — India
8. Sosticus poonaensis Tikader, 1982 — India
9. Sosticus solanensis Gajbe, 1979 — India
10. Sosticus sundargarhensis Gajbe, 1979 — India

## Symphanodes
Symphanodes Rainbow, 1916
- Symphanodes dianiphus Rainbow, 1916[2] — Queensland

## Synaphosus
Synaphosus Platnick & Shadab, 1980
1. Synaphosus cangshanus Yang, Yang & Zhang, 2013 — Cina
2. Synaphosus daweiensis Yin, Bao & Peng, 2002 — Cina
3. Synaphosus evertsi Ovtsharenko, Levy & Platnick, 1994 — Costa d'Avorio
4. Synaphosus femininis Deeleman-Reinhold, 2001 — Giava
5. Synaphosus gracillimus (O. P.-Cambridge, 1872) — Egitto, Israele
6. Synaphosus intricatus (Denis, 1947) — Algeria, Egitto
7. Synaphosus kakamega Ovtsharenko, Levy & Platnick, 1994 — Kenya
8. Synaphosus karakumensis Ovtsharenko, Levy & Platnick, 1994 — Turkmenistan
9. Synaphosus khashm Ovtsharenko, Levy & Platnick, 1994 — Arabia Saudita
10. Synaphosus kris Deeleman-Reinhold, 2001 — Bali
11. Synaphosus makhambetensis Ponomarev, 2008 — Kazakistan
12. Synaphosus minimus (Caporiacco, 1936) — Libia, Egitto
13. Synaphosus nanus (O. P.-Cambridge, 1872) — Israele
14. Synaphosus neali Ovtsharenko, Levy & Platnick, 1994 — Iran, Pakistan
15. Synaphosus palearcticus Ovtsharenko, Levy & Platnick, 1994 — Creta, dalla Turchia all'Asia centrale
16. Synaphosus paludis (Chamberlin & Gertsch, 1940) — USA
17. Synaphosus raveni Deeleman-Reinhold, 2001 — Thailandia
18. Synaphosus sauvage Ovtsharenko, Levy & Platnick, 1994 — Spagna, Francia, Svizzera, Italia
19. Synaphosus shirin Ovtsharenko, Levy & Platnick, 1994 — Iran
20. Synaphosus soyunovi Ovtsharenko, Levy & Platnick, 1994 — Turkmenistan
21. Synaphosus syntheticus (Chamberlin, 1924)[2] — USA, Messico, dalla Libia all'Arabia Saudita
22. Synaphosus taukum Ovtsharenko, Levy & Platnick, 1994 — Kazakistan
23. Synaphosus trichopus (Roewer, 1928) — Grecia, Creta
24. Synaphosus turanicus Ovtsharenko, Levy & Platnick, 1994 — Asia centrale
25. Synaphosus yatenga Ovtsharenko, Levy & Platnick, 1994 — Burkina Faso

## Talanites
Talanites Simon, 1893
1. Talanites atscharicus Mcheidze, 1946 — Georgia, Kazakistan
2. Talanites captiosus (Gertsch & Davis, 1936) — USA, Messico
3. Talanites cavernicola Thorell, 1897 — Myanmar
4. Talanites dunini Platnick & Ovtsharenko, 1991 — Asia centrale
5. Talanites echinus (Chamberlin, 1922) — USA
6. Talanites exlineae (Platnick & Shadab, 1976) — USA
7. Talanites fagei Spassky, 1938 — Russia, Asia centrale
8. Talanites fervidus Simon, 1893[2] — Egitto, Israele
9. Talanites mikhailovi Platnick & Ovtsharenko, 1991 — Kazakistan
10. Talanites moodyae Platnick & Ovtsharenko, 1991 — USA
11. Talanites ornatus (O. P.-Cambridge, 1874) — Egitto
12. Talanites santschii Dalmas, 1918 — Tunisia
13. Talanites strandi Spassky, 1940 — Ucraina, Kazakistan
14. Talanites tibialis Caporiacco, 1934 — India, Pakistan
15. Talanites ubicki Platnick & Ovtsharenko, 1991 — USA

## Talanitoides
Talanitoides Levy, 2009
- Talanitoides habesor Levy, 2009[2] — Israele

## Theuma
Theuma Simon, 1893
- Theuma ababensis Tucker, 1923 — Africa meridionale
- Theuma andonea Lawrence, 1927 — Namibia
- Theuma aprica Simon, 1893 — Africa meridionale
- Theuma capensis Purcell, 1907 — Africa meridionale
- Theuma cedri Purcell, 1907 — Africa meridionale
- Theuma elucubata Tucker, 1923 — Africa meridionale
- Theuma foveolata Tucker, 1923 — Africa meridionale
- Theuma funerea Lawrence, 1928 — Namibia
- Theuma fusca Purcell, 1907 — Africa meridionale
- Theuma intermedia Strand, 1915 — Namibia
- Theuma longipes Lawrence, 1927 — Namibia
- Theuma maculata Purcell, 1907 — Africa meridionale
- Theuma microphthalma Lawrence, 1928 — Namibia
- Theuma mutica Purcell, 1907 — Africa meridionale
- Theuma ovambica Lawrence, 1927 — Namibia
- Theuma parva Purcell, 1907 — Africa meridionale
- Theuma purcelli Tucker, 1923 — Africa meridionale
- Theuma pusilla Purcell, 1908 — Africa meridionale
- Theuma recta Lawrence, 1927 — Namibia
- Theuma schreineri Purcell, 1907 — Africa meridionale
- Theuma schultzei Purcell, 1908 — Africa meridionale
- Theuma tragardhi Lawrence, 1947 — Africa meridionale
- Theuma velox Purcell, 1908 — Africa meridionale
- Theuma walteri (Simon, 1889) — Turkmenistan?
- Theuma xylina Simon, 1893 — Africa meridionale
- Theuma zuluensis Lawrence, 1947 — Africa meridionale

## Theumella
Theumella Strand, 1906
- Theumella penicillata Strand, 1906 — Etiopia
- Theumella typica Strand, 1906 — Etiopia

## Titus
Titus O. P.-Cambridge, 1901
- Titus lugens O. P.-Cambridge, 1901[2] — Zimbabwe

## Tivodrassus
Tivodrassus Chamberlin & Ivie, 1936
- Tivodrassus ethophor Chamberlin & Ivie, 1936 — Messico
- Tivodrassus farias Platnick & Shadab, 1976 — Messico
- Tivodrassus pecki Platnick & Shadab, 1976 — Messico
- Tivodrassus reddelli Platnick & Shadab, 1976 — Messico

## Trachyzelotes
Trachyzelotes Lohmander, 1944
1. Trachyzelotes adriaticus (Caporiacco, 1951) — dall'Italia alla Cina
2. Trachyzelotes ansimensis Seo, 2002 — Corea
3. Trachyzelotes baiyuensis Xu, 1991 — Cina
4. Trachyzelotes barbatus (L. Koch, 1866) — dal Mediterraneo all'Asia centrale, USA
5. Trachyzelotes bardiae (Caporiacco, 1928) — Mediterraneo
6. Trachyzelotes chybyndensis Tuneva & Esyunin, 2002 — Russia
7. Trachyzelotes cumensis (Ponomarev, 1979) — Russia
8. Trachyzelotes fuscipes (L. Koch, 1866) — Mediterraneo, Cina
9. Trachyzelotes glossus (Strand, 1915) — Israele
10. Trachyzelotes holosericeus (Simon, 1878) — Mediterraneo occidentale
11. Trachyzelotes huberti Platnick & Murphy, 1984 — Algeria, Italia
12. Trachyzelotes jaxartensis (Kroneberg, 1875) — Regione olartica, Senegal, Sudafrica, Hawaii
13. Trachyzelotes kulczynskii (Bösenberg, 1902) — Macedonia, Giappone, Caraibi, Colombia, Isole Samoa
14. Trachyzelotes lyonneti (Audouin, 1826) — dal Mediterraneo all'Asia centrale, USA, Brasile, Perù
15. Trachyzelotes malkini Platnick & Murphy, 1984 — Creta, Turchia, Ucraina
16. Trachyzelotes miniglossus Levy, 2009 — Israele
17. Trachyzelotes minutus Crespo & Mendes, 2010 — Portogallo
18. Trachyzelotes mutabilis (Simon, 1878) — Mediterraneo
19. Trachyzelotes pedestris (C. L. Koch, 1837)[2] — dall'Europa all'Azerbaigian
20. Trachyzelotes ravidus (L. Koch, 1875) — Etiopia
21. Trachyzelotes stubbsi Platnick & Murphy, 1984 — Grecia, Cipro

## Trephopoda
Trephopoda Tucker, 1923
- Trephopoda aplanita (Tucker, 1923) — Sudafrica
- Trephopoda biamenta (Tucker, 1923) — Sudafrica
- Trephopoda ctenipalpis (Lawrence, 1927) — Namibia
- Trephopoda hanoveria Tucker, 1923[2] — Sudafrica
- Trephopoda kannemeyeri (Tucker, 1923) — Sudafrica
- Trephopoda parvipalpa (Tucker, 1923) — Sudafrica

## Trichothyse
Trichothyse Tucker, 1923
- Trichothyse africana (Tucker, 1923) — Sudafrica
- Trichothyse fontensis Lawrence, 1928 — Namibia
- Trichothyse hortensis Tucker, 1923[2] — sudafrica
- Trichothyse subtropica Lawrence, 1927 — Sudafrica

## Tricongius
Tricongius Simon, 1893
- Tricongius amazonicus Platnick & Höfer, 1990 — Brasile
- Tricongius collinus Simon, 1893 — Venezuela
- Tricongius granadensis Mello-Leitão, 1941 — Colombia

## Turkozelotes
Turkozelotes Kovblyuk & Seyyar, 2009
- Turkozelotes microb Kovblyuk & Seyyar, 2009[2] — Turchia
- Turkozelotes mirandus Ponomarev, 2011 — Russia

## Urozelotes
Urozelotes Mello-Leitão, 1938
- Urozelotes kabenge FitzPatrick, 2005 — Zambia
- Urozelotes mysticus Platnick & Murphy, 1984 — Italia
- Urozelotes rusticus (L. Koch, 1872)[2] — cosmopolita
- Urozelotes trifidus Tuneva, 2003 — Russia

## Vectius
Vectius Simon, 1897
- Vectius niger (Simon, 1880)[2] — Brasile, Paraguay, Argentina

## Wesmaldra
Wesmaldra Platnick & Baehr, 2006
- Wesmaldra baynesi Platnick & Baehr, 2006 — Australia occidentale
- Wesmaldra bidgemia Platnick & Baehr, 2006 — Australia occidentale
- Wesmaldra bromilowi Platnick & Baehr, 2006 — Australia occidentale
- Wesmaldra hirsti Platnick & Baehr, 2006 — Australia occidentale
- Wesmaldra kakadu Platnick & Baehr, 2006 — Territorio del Nord (Australia)
- Wesmaldra learmonth Platnick & Baehr, 2006 — Australia occidentale
- Wesmaldra napier Platnick & Baehr, 2006 — Australia occidentale
- Wesmaldra nixaut Platnick & Baehr, 2006 — Australia occidentale
- Wesmaldra rolfei Platnick & Baehr, 2006 — Australia occidentale
- Wesmaldra splendida (Simon, 1908) — Australia occidentale
- Wesmaldra talgomine Platnick & Baehr, 2006 — Australia occidentale
- Wesmaldra urawa Platnick & Baehr, 2006 — Australia occidentale
- Wesmaldra waldockae Platnick & Baehr, 2006 — Australia occidentale
- Wesmaldra wiluna Platnick & Baehr, 2006 — Australia occidentale

## Wydundra
Wydundra Platnick & Baehr, 2006
- Wydundra alexandria Platnick & Baehr, 2013 — Territorio del Nord (Australia)
- Wydundra anjo Platnick & Baehr, 2006 — Australia occidentale
- Wydundra barrow Platnick & Baehr, 2006 — Australia occidentale, Territorio del Nord
- Wydundra camooweal Platnick & Baehr, 2013 — Queensland
- Wydundra carinda Platnick & Baehr, 2006 — Australia meridionale, Nuovo Galles del Sud
- Wydundra charnley Platnick & Baehr, 2006 — Australia occidentale
- Wydundra chillagoe Platnick & Baehr, 2013 — Queensland
- Wydundra churchillae Platnick & Baehr, 2006 — Territorio del Nord (Australia)
- Wydundra clifton Platnick & Baehr, 2006 — Australia meridionale
- Wydundra cooper Platnick & Baehr, 2006 — Australia meridionale, Nuovo Galles del Sud
- Wydundra cunderdin Platnick & Baehr, 2006 — Australia occidentale
- Wydundra daunton Platnick & Baehr, 2006 — Queensland
- Wydundra drysdale Platnick & Baehr, 2006 — Australia occidentale
- Wydundra ethabuka Platnick & Baehr, 2006 — Territorio del Nord (Australia), Queensland
- Wydundra fitzroy Platnick & Baehr, 2006 — Queensland
- Wydundra flattery Platnick & Baehr, 2006 — Queensland
- Wydundra garnet Platnick & Baehr, 2006 — Queensland
- Wydundra gibb Platnick & Baehr, 2006 — Australia occidentale, Territorio del Nord (Australia)
- Wydundra gilliat Platnick & Baehr, 2013 — Queensland
- Wydundra gully Platnick & Baehr, 2006 — Queensland
- Wydundra gunbiyarrmi Platnick & Baehr, 2006 — Territorio del Nord (Australia)
- Wydundra humbert Platnick & Baehr, 2006 — Territorio del Nord (Australia)
- Wydundra humptydoo Platnick & Baehr, 2006 — Territorio del Nord (Australia)
- Wydundra jabiru Platnick & Baehr, 2006 — Territorio del Nord (Australia)
- Wydundra kalamurina Platnick & Baehr, 2006 — Australia meridionale
- Wydundra kennedy Platnick & Baehr, 2006 — Australia occidentale
- Wydundra kohi Platnick & Baehr, 2006 — Queensland
- Wydundra leichhardti Platnick & Baehr, 2013 — Queensland
- Wydundra lennard Platnick & Baehr, 2006 — Australia occidentale
- Wydundra lindsay Platnick & Baehr, 2006 — Australia meridionale
- Wydundra lowrie Platnick & Baehr, 2006 — Queensland
- Wydundra moolooloo Platnick & Baehr, 2006 — Australia meridionale
- Wydundra moondarra Platnick & Baehr, 2006 — Queensland
- Wydundra morton Platnick & Baehr, 2006 — Nuovo Galles del Sud
- Wydundra neinaut Platnick & Baehr, 2006 — Queensland
- Wydundra newcastle Platnick & Baehr, 2006 — Queensland
- Wydundra normanton Platnick & Baehr, 2006 — Queensland
- Wydundra octomile Platnick & Baehr, 2006 — Queensland
- Wydundra osbourne Platnick & Baehr, 2006 — Queensland
- Wydundra percy Platnick & Baehr, 2006 — Queensland
- Wydundra solo Platnick & Baehr, 2006 — Australia occidentale
- Wydundra uluru Platnick & Baehr, 2006 — Australia occidentale, Territorio del Nord (Australia)
- Wydundra undara Platnick & Baehr, 2006 — Queensland
- Wydundra voc (Deeleman-Reinhold, 2001) — Malaysia, Arcipelago delle Molucche
- Wydundra webberae Platnick & Baehr, 2006 — Territorio del Nord (Australia)
- Wydundra windsor Platnick & Baehr, 2006 — Queensland

## Xenoplectus
Xenoplectus Schiapelli & Gerschman, 1958
- Xenoplectus armatus Schiapelli & Gerschman, 1958[2] — Argentina

## Xerophaeus
Xerophaeus Purcell, 1907
1. Xerophaeus ahenus Purcell, 1908 — Sudafrica
2. Xerophaeus anthropoides Hewitt, 1916 — Sudafrica
3. Xerophaeus appendiculatus Purcell, 1907 — Sudafrica
4. Xerophaeus aridus Purcell, 1907 — Sudafrica
5. Xerophaeus aurariarum Purcell, 1907 — Sudafrica
6. Xerophaeus bicavus Tucker, 1923 — Sudafrica
7. Xerophaeus biplagiatus Tullgren, 1910 — Africa orientale
8. Xerophaeus capensis Purcell, 1907[2] — Sudafrica
9. Xerophaeus communis Purcell, 1907 — Sudafrica
10. Xerophaeus coruscus (L. Koch, 1875) — Etiopia, Africa orientale, Yemen
  - Xerophaeus coruscus kibonotensis Tullgren, 1910 — Africa orientale e meridionale
11. Xerophaeus crusculus Tucker, 1923 — Sudafrica
12. Xerophaeus crustosus Purcell, 1907 — Sudafrica
13. Xerophaeus druryi Tucker, 1923 — Sudafrica
14. Xerophaeus espoir Platnick, 1981 — Isole Seychelles
15. Xerophaeus exiguus Purcell, 1907 — Sudafrica
16. Xerophaeus flammeus Tucker, 1923 — Sudafrica
17. Xerophaeus flavescens Purcell, 1907 — Sudafrica
18. Xerophaeus hottentottus Purcell, 1908 — Sudafrica
19. Xerophaeus kiwuensis Strand, 1913 — Africa centrale
20. Xerophaeus lightfooti Purcell, 1907 — Sudafrica
21. Xerophaeus longispinus Purcell, 1908 — Sudafrica
22. Xerophaeus lunulifer Purcell, 1907 — Sudafrica
23. Xerophaeus maritimus Lawrence, 1938 — Sudafrica
24. Xerophaeus matroosbergensis Tucker, 1923 — Sudafrica
25. Xerophaeus occiduus Tucker, 1923 — Sudafrica
26. Xerophaeus oceanicus Schmidt & Jocqué, 1983 — Isola Réunion
27. Xerophaeus pallidus Tucker, 1923 — Sudafrica
28. Xerophaeus patricki Purcell, 1907 — Sudafrica
29. Xerophaeus perversus Purcell, 1923 — Sudafrica
30. Xerophaeus phaseolus Tucker, 1923 — Sudafrica
31. Xerophaeus robustus Lawrence, 1936 — Sudafrica
32. Xerophaeus rostratus Purcell, 1907 — Sudafrica
33. Xerophaeus ruandanus Strand, 1913 — Ruanda
34. Xerophaeus rubeus Tucker, 1923 — Sudafrica
35. Xerophaeus silvaticus Tucker, 1923 — Sudafrica
36. Xerophaeus spiralifer Purcell, 1907 — Sudafrica
37. Xerophaeus spoliator Purcell, 1907 — Sudafrica
38. Xerophaeus tenebrosus Tucker, 1923 — Sudafrica
39. Xerophaeus thomasi (Caporiacco, 1949) — Kenya
40. Xerophaeus vickermani Tucker, 1923 — Sudafrica
41. Xerophaeus zuluensis Lawrence, 1938 — Sudafrica

## Xizangia
Xizangia Song, Zhu & Zhang, 2004
- Xizangia linzhiensis Hu, 2001[2] — Cina
- Xizangia rigaze Song, Zhu & Zhang, 2004 — Cina

## Zelanda
Zelanda Özdikmen, 2009
- Zelanda elongata (Forster, 1979) — Nuova Zelanda
- Zelanda erebus (L. Koch, 1873)[2] — Nuova Zelanda
- Zelanda kaituna (Forster, 1979) — Nuova Zelanda
- Zelanda miranda (Forster, 1979) — Nuova Zelanda
- Zelanda obtusa (Forster, 1979) — Nuova Zelanda
- Zelanda titirangia (Ovtsharenko, Fedoryak & Zakharov, 2006) — Nuova Zelanda

## Zelominor
Zelominor Snazell & Murphy, 1997
- Zelominor algarvensis Snazell & Murphy, 1997 — Portogallo, Spagna
- Zelominor algericus Snazell & Murphy, 1997 — Algeria
- Zelominor malagensis Snazell & Murphy, 1997[2] — Spagna

## Zelotes
Zelotes Gistel, 1848
1. Zelotes acapulcoanus Gertsch & Davis, 1940 — Messico
2. Zelotes adderet Levy, 2009 — Israele
3. Zelotes aeneus (Simon, 1878) — Europa
4. Zelotes aerosus Charitonov, 1946 — Creta, Asia centrale
5. Zelotes aestus (Tucker, 1923) — Namibia
6. Zelotes aiken Platnick & Shadab, 1983 — USA
7. Zelotes albanicus (Hewitt, 1915) — Sudafrica
8. Zelotes albomaculatus (O. P.-Cambridge, 1901) — Sudafrica
9. Zelotes alpujarraensis Senglet, 2011 — Spagna
10. Zelotes altissimus Hu, 1989 — Cina
11. Zelotes anchoralis Denis, 1958 — Afghanistan
12. Zelotes andreinii Reimoser, 1937 — Etiopia, Uganda
13. Zelotes anglo Gertsch & Riechert, 1976 — USA, Messico
14. Zelotes angolensis FitzPatrick, 2007 — Angola
15. Zelotes anthereus Chamberlin, 1936 — USA
16. Zelotes apricorum (L. Koch, 1876) — dall'Europa al Kazakistan
17. Zelotes argoliensis (C. L. Koch, 1839) — Grecia
18. Zelotes aridus (Purcell, 1907) — Tanzania, Namibia, Sudafrica
19. Zelotes arnoldii Charitonov, 1946 — Asia centrale
20. Zelotes ashae Tikader & Gajbe, 1976 — India
21. Zelotes asiaticus (Bösenberg & Strand, 1906) — Asia orientale
22. Zelotes atlanticus (Simon, 1909) — Marocco
23. Zelotes atrocaeruleus (Simon, 1878) — Regione paleartica
24. Zelotes aurantiacus Miller, 1967 — dall'Europa centrale alla Russia
25. Zelotes azsheganovae Esyunin & Efimik, 1992 — Russia, Kazakistan
26. Zelotes babunaensis (Drensky, 1929) — Grecia
27. Zelotes baeticus Senglet, 2011 — Spagna
28. Zelotes bajo Platnick & Shadab, 1983 — Messico
29. Zelotes balcanicus Deltshev, 2006 — Bulgaria, Romania, Grecia, Macedonia
30. Zelotes baltistanus Caporiacco, 1934 — Russia
31. Zelotes baltoroi Caporiacco, 1934 — India, Karakorum
32. Zelotes bambari FitzPatrick, 2007 — Repubblica Centrafricana
33. Zelotes banana FitzPatrick, 2007 — Congo
34. Zelotes barbarus (Simon, 1885) — Marocco, Algeria, Tunisia
35. Zelotes barkol Platnick & Song, 1986 — Russia, Cina
36. Zelotes bashaneus Levy, 1998 — Israele
37. Zelotes bassari FitzPatrick, 2007 — Togo
38. Zelotes bastardi (Simon, 1896) — Zimbabwe, Sudafrica, Madagascar
39. Zelotes beijianensis Hu & Wu, 1989 — Cina
40. Zelotes berytensis (Simon, 1884) — Siria
41. Zelotes bharatae Gajbe, 2005 — India
42. Zelotes bicolor Hu & Wu, 1989 — Cina
43. Zelotes bifukaensis Kamura, 2000 — Giappone
44. Zelotes bifurcutis Zhang, Zhu & Tso, 2009 — Taiwan
45. Zelotes bimaculatus (C. L. Koch, 1837) — Italia, Ungheria, Grecia, Russia
46. Zelotes birmanicus (Simon, 1884) — Myanmar
47. Zelotes bokerensis Levy, 1998 — Israele
48. Zelotes boluensis Wunderlich, 2011 — Turchia
49. Zelotes bozbalus Roewer, 1961 — Afghanistan
50. Zelotes brennanorum FitzPatrick, 2007 — Malawi, Zimbabwe
51. Zelotes broomi (Purcell, 1907) — Sudafrica
52. Zelotes butarensis FitzPatrick, 2007 — Africa centrale e occidentale
53. Zelotes butembo FitzPatrick, 2007 — Congo
54. Zelotes calactinus Di Franco, 1989 — Italia
55. Zelotes caldarius (Purcell, 1907) — Sudafrica
56. Zelotes callidus (Simon, 1878) — Francia
57. Zelotes cantonensis Platnick & Song, 1986 — Cina
58. Zelotes capensis FitzPatrick, 2007 — Sudafrica
59. Zelotes capiliae Barrion & Litsinger, 1995 — Filippine
60. Zelotes caprearum (Pavesi, 1875) — Italia
61. Zelotes caprivi FitzPatrick, 2007 — Namibia
62. Zelotes capsula Tucker, 1923 — Sudafrica
63. Zelotes caracasanus (Simon, 1893) — Venezuela
64. Zelotes caspius Ponomarev & Tsvetkov, 2006 — Kazakistan
65. Zelotes cassinensis FitzPatrick, 2007 — Guinea-Bissau
66. Zelotes catholicus Chamberlin, 1924 — Messico
67. Zelotes cayucos Platnick & Shadab, 1983 — USA
68. Zelotes chandosiensis Tikader & Gajbe, 1976 — India
69. Zelotes chaniaensis Senglet, 2011 — Creta
70. Zelotes chinguli FitzPatrick, 2007 — Botswana, Zimbabwe
71. Zelotes chotorus Roewer, 1961 — Afghanistan
72. Zelotes choubeyi Tikader & Gajbe, 1979 — India
73. Zelotes cingarus (O. P.-Cambridge, 1874) — Corfù, Tagikistan
74. Zelotes clivicola (L. Koch, 1870) — Regione paleartica
75. Zelotes coeruleus (Holmberg, 1876) — Argentina
76. Zelotes comparilis (Simon, 1886) — Senegal, Burkina Faso
77. Zelotes cordiger (L. Koch, 1875) — Etiopia
78. Zelotes cordubensis Senglet, 2011 — Spagna
79. Zelotes corrugatus (Purcell, 1907) — Africa meridionale
80. Zelotes creticus (Kulczyński, 1903) — Creta
81. Zelotes criniger Denis, 1937 — Mediterraneo
82. Zelotes cruz Platnick & Shadab, 1983 — USA
83. Zelotes cyanescens Simon, 1914 — Francia, Italia
84. Zelotes daidalus Chatzaki, 2003 — Creta
85. Zelotes davidi (Simon, 1884) — Libia, Siria
86. Zelotes davidi Schenkel, 1963 — Cina, Corea, Giappone
87. Zelotes denapes Platnick, 1993 — Italia
88. Zelotes desioi Caporiacco, 1934 — India
89. Zelotes devotus Grimm, 1982 — Europa
90. Zelotes discens Chamberlin, 1922 — USA
91. Zelotes distinctissimus Caporiacco, 1929 — Grecia
92. Zelotes doddieburni FitzPatrick, 2007 — Zimbabwe, Sudafrica
93. Zelotes donan Kamura, 1999 — Isole Ryukyu
94. Zelotes donnanae FitzPatrick, 2007 — Congo
95. Zelotes duplex Chamberlin, 1922 — USA, Canada
96. Zelotes egregioides Senglet, 2011 — Portogallo, Spagna, Francia
97. Zelotes egregius Simon, 1914 — Francia, Andorra, Italia, Sicilia
98. Zelotes electus (C. L. Koch, 1839) — dall'Europa all'Asia centrale
99. Zelotes erebeus (Thorell, 1871) — dall'Europa alla Georgia
100. Zelotes eremus Levy, 1998 — Israele
101. Zelotes ernsti (Simon, 1893) — Venezuela
102. Zelotes erythrocephalus (Lucas, 1846) — Algeria
103. Zelotes eskovi Zhang & Song, 2001 — Cina
104. Zelotes eugenei Kovblyuk, 2009 — Grecia, Ucraina
105. Zelotes exiguoides Platnick & Shadab, 1983 — USA, Canada
106. Zelotes exiguus (Müller & Schenkel, 1895) — Regione paleartica
107. Zelotes fagei Denis, 1955 — Niger, Egitto
108. Zelotes faisalabadensis Butt & Beg, 2004 — Pakistan
109. Zelotes fallax Tuneva & Esyunin, 2003 — Russia
110. Zelotes femellus (L. Koch, 1866) — Europa meridionale
111. Zelotes flabellis Zhang, Zhu & Tso, 2009 — Taiwan
112. Zelotes flagellans (L. Koch, 1882) — Isole Baleari
113. Zelotes flavens (L. Koch, 1873) — Australia occidentale
114. Zelotes flavimanus (C. L. Koch, 1839) — Grecia
115. Zelotes flavitarsis (Purcell, 1908) — Sudafrica
116. Zelotes flexuosus Kamura, 1999 — Isole Ryukyu
117. Zelotes florisbad FitzPatrick, 2007 — Sudafrica
118. Zelotes florodes Platnick & Shadab, 1983 — USA
119. Zelotes foresta Platnick & Shadab, 1983 — USA
120. Zelotes fratris Chamberlin, 1920 — Regione olartica
121. Zelotes frenchi Tucker, 1923 — Botswana, Zimbabwe, Sudafrica
122. Zelotes fuligineus (Purcell, 1907) — Africa centrale, orientale e meridionale
123. Zelotes fulvaster (Simon, 1878) — Corsica
124. Zelotes fulvopilosus (Simon, 1878) — Spagna, Francia, Isole Baleari
125. Zelotes funestus (Keyserling, 1887) — USA
126. Zelotes fuscimanus (Kroneberg, 1875) — Uzbekistan
127. Zelotes fuscorufus (Simon, 1878) — Corsica, Sardegna
128. Zelotes fuscus (Thorell, 1875) — Ucraina
129. Zelotes fuzeta Wunderlich, 2011 — Portogallo
130. Zelotes gabriel Platnick & Shadab, 1983 — USA
131. Zelotes gallicus Simon, 1914 — Europa, Russia
132. Zelotes galunae Levy, 1998 — Israele
133. Zelotes gattefossei Denis, 1952 — Marocco
134. Zelotes gertschi Platnick & Shadab, 1983 — USA, Messico
135. Zelotes geshur Levy, 2009 — Israele
136. Zelotes gladius Kamura, 1999 — Isole Ryukyu
137. Zelotes golanensis Levy, 2009 — Israele
138. Zelotes gooldi (Purcell, 1907) — Namibia, Sudafrica
139. Zelotes graecus (L. Koch, 1867) — Grecia
140. Zelotes griswoldi Platnick & Shadab, 1983 — USA
141. Zelotes grovus Platnick & Shadab, 1983 — USA
142. Zelotes guineanus (Simon, 1907) — Africa occidentale, centrale e orientale
143. Zelotes gussakovskyi Charitonov, 1951 — Tagikistan
144. Zelotes gynethus Chamberlin, 1919 — USA
145. Zelotes haifaensis Levy, 2009 — Israele
146. Zelotes hanangensis FitzPatrick, 2007 — Tanzania
147. Zelotes haplodrassoides (Denis, 1955) — Niger, Etiopia
148. Zelotes hardwar Platnick & Shadab, 1983 — Giamaica
149. Zelotes harmeron Levy, 2009 — Grecia, Israele
150. Zelotes haroni FitzPatrick, 2007 — Zimbabwe, Malawi
151. Zelotes hayashii Kamura, 1987 — Giappone
152. Zelotes helanshan Tang et al., 1997 — Cina
153. Zelotes helicoides Chatzaki, 2010 — Creta
154. Zelotes helsdingeni Zhang & Song, 2001 — Cina
155. Zelotes helvoloides Levy, 1998 — Israele
156. Zelotes helvolus (O. P.-Cambridge, 1872) — Israele
157. Zelotes henderickxi Bosselaers, 2012 — Isole Canarie
158. Zelotes hentzi Barrows, 1945 — USA, Canada
159. Zelotes hermani (Chyzer, 1897) — dall'Europa centrale alla Russia
160. Zelotes hirtus (Thorell, 1875) — Francia, Italia
161. Zelotes hispaliensis Senglet, 2011 — Spagna
162. Zelotes holguin Alayón, 1992 — Cuba
163. Zelotes hospitus (Simon, 1897) — India
164. Zelotes hui Platnick & Song, 1986 — Kazakistan, Cina
165. Zelotes humilis (Purcell, 1907) — Zimbabwe, Sudafrica
166. Zelotes hummeli Schenkel, 1936 — Kazakistan, Cina
167. Zelotes ibayensis FitzPatrick, 2007 — Tanzania
168. Zelotes icenoglei Platnick & Shadab, 1983 — USA
169. Zelotes illustris Butt & Beg, 2004 — Pakistan
170. Zelotes incertissimus Caporiacco, 1934 — Libia
171. Zelotes inderensis Ponomarev & Tsvetkov, 2006 — Kazakistan
172. Zelotes inglenook Platnick & Shadab, 1983 — USA
173. Zelotes inqayi FitzPatrick, 2007 — Congo
174. Zelotes insulanus (L. Koch, 1867) — Grecia
175. Zelotes insulanus Dalmas, 1922 — Italia
176. Zelotes invidus (Purcell, 1907) — Namibia, Sudafrica
177. Zelotes iriomotensis Kamura, 1994 — Giappone
178. Zelotes itandae FitzPatrick, 2007 — Congo
179. Zelotes ivieorum Platnick & Shadab, 1983 — Messico
180. Zelotes jabalpurensis Tikader & Gajbe, 1976 — India
181. Zelotes jamaicensis Platnick & Shadab, 1983 — Giamaica
182. Zelotes jocquei FitzPatrick, 2007 — Kenya
183. Zelotes josephine Platnick & Shadab, 1983 — USA
184. Zelotes katombora FitzPatrick, 2007 — Zimbabwe
185. Zelotes kazachstanicus Ponomarev & Tsvetkov, 2006 — Kazakistan
186. Zelotes kerimi (Pavesi, 1880) — Tunisia
187. Zelotes keumjeungsanensis Paik, 1986 — Cina, Corea
188. Zelotes khostensis  Kovblyuk & Ponomarev, 2008 — Russia
189. Zelotes kimi Paik, 1992 — Corea
190. Zelotes kimwha Paik, 1986 — Corea, Giappone
191. Zelotes konarus Roewer, 1961 — Afghanistan
192. Zelotes kulempikus FitzPatrick, 2007 — Kenya
193. Zelotes kulukhunus FitzPatrick, 2007 — Burkina Faso, Ciad
194. Zelotes kumazomba FitzPatrick, 2007 — Malawi
195. Zelotes kuncinyanus FitzPatrick, 2007 — Sudafrica
196. Zelotes kuntzi Denis, 1953 — Yemen
197. Zelotes kusumae Tikader, 1982 — India
198. Zelotes laccus (Barrows, 1919) — USA, Canada
199. Zelotes laconicus Senglet, 2011 — Grecia
200. Zelotes laetus (O. P.-Cambridge, 1872) — Mediterraneo, Africa tropicale, Isole di Capo Verde, USA, Messico, Perù, Hawaii
201. Zelotes laghmanus Roewer, 1961 — Afghanistan
202. Zelotes lagrecai Di Franco, 1994 — Marocco
203. Zelotes lasalanus Chamberlin, 1928 — America settentrionale
204. Zelotes latreillei (Simon, 1878) — Regione paleartica
205. Zelotes lavus Tucker, 1923 — Africa meridionale
206. Zelotes lehavim Levy, 2009 — Israele
207. Zelotes liaoi Platnick & Song, 1986 — Cina
208. Zelotes lichenyensis FitzPatrick, 2007 — Malawi
209. Zelotes lightfooti (Purcell, 1907) — Sudafrica
210. Zelotes listeri (Audouin, 1826) — Egitto
211. Zelotes lividus Mello-Leitão, 1943 — Argentina
212. Zelotes longestylus Simon, 1914 — Francia
213. Zelotes longinquus (L. Koch, 1866) — Algeria
214. Zelotes longipes (L. Koch, 1866) — Regione paleartica
215. Zelotes lotzi FitzPatrick, 2007 — Sudafrica
216. Zelotes lubumbashi FitzPatrick, 2007 — Congo
217. Zelotes lutorius (Tullgren, 1910) — Tanzania
218. Zelotes lymnophilus Chamberlin, 1936 — USA
219. Zelotes maccaricus Di Franco, 1998 — Italia
220. Zelotes maindroni (Simon, 1905) — India
221. Zelotes mandae Tikader & Gajbe, 1979 — India
222. Zelotes mandlaensis Tikader & Gajbe, 1976 — India
223. Zelotes manius (Simon, 1878) — Europa meridionale
224. Zelotes manytchensis (Ponomarev & Tsvetkov, 2006) — Iran, Russia
225. Zelotes manzae (Strand, 1908) — Isole Canarie
226. Zelotes mashonus FitzPatrick, 2007 — Congo, Botswana, Zimbabwe, Sudafrica
227. Zelotes matobensis FitzPatrick, 2007 — Zimbabwe
228. Zelotes mayanus Chamberlin & Ivie, 1938 — Messico
229. Zelotes mazumbai FitzPatrick, 2007 — Tanzania
230. Zelotes mediocris (Kulczynski, 1901) — Etiopia
231. Zelotes meinsohni Denis, 1954 — Marocco
232. Zelotes meronensis Levy, 1998 — Israele
233. Zelotes mesa Platnick & Shadab, 1983 — USA, Messico
234. Zelotes messinai Di Franco, 1995 — Italia
235. Zelotes metellus Roewer, 1928 — dalla Grecia all'Iran, Israele
236. Zelotes mikhailovi Marusik, 1995 — Kazakistan, Mongolia
237. Zelotes minous Chatzaki, 2003 — Creta
238. Zelotes miramar Platnick & Shadab, 1983 — Messico
239. Zelotes mkomazi FitzPatrick, 2007 — Tanzania
240. Zelotes moestus (O. P.-Cambridge, 1898) — Messico
241. Zelotes monachus Chamberlin, 1924 — USA, Messico
242. Zelotes monodens Chamberlin, 1936 — USA
243. Zelotes mosioatunya FitzPatrick, 2007 — Botswana, Zambia, Zimbabwe
244. Zelotes muizenbergensis FitzPatrick, 2007 — Sudafrica
245. Zelotes mulanjensis FitzPatrick, 2007 — Malawi
246. Zelotes mundus (Kulczynski, 1897) — Regione paleartica
247. Zelotes murcidus Simon, 1914 — Francia
248. Zelotes murphyorum FitzPatrick, 2007 — Kenya
249. Zelotes musapi FitzPatrick, 2007 — Zimbabwe
250. Zelotes nainitalensis Tikader & Gajbe, 1976 — India
251. Zelotes naliniae Tikader & Gajbe, 1979 — India
252. Zelotes namaquus FitzPatrick, 2007 — Sudafrica
253. Zelotes namibensis FitzPatrick, 2007 — Namibia
254. Zelotes nannodes Chamberlin, 1936 — USA
255. Zelotes naphthalii Levy, 2009 — Israele
256. Zelotes nasikensis Tikader & Gajbe, 1976 — India
257. Zelotes natalensis Tucker, 1923 — Sudafrica
258. Zelotes ngomensis FitzPatrick, 2007 — Sudafrica
259. Zelotes nilgirinus Reimoser, 1934 — India
260. Zelotes nishikawai Kamura, 2010 — Taiwan
261. Zelotes nyathii FitzPatrick, 2007 — Congo, Botswana, Zimbabwe
262. Zelotes oblongus (C. L. Koch, 1833) — Europa
263. Zelotes ocala Platnick & Shadab, 1983 — USA
264. Zelotes occidentalis Melic, 2014 — Spagna, Portogallo
265. Zelotes occultus Tuneva & Esyunin, 2003 — Russia
266. Zelotes olympi (Kulczynski, 1903) — Turchia, Ucraina
267. Zelotes orenburgensis Tuneva & Esyunin, 2003 — Russia, Ucraina
268. Zelotes oryx (Simon, 1879) — Marocco, Algeria
269. Zelotes otavi FitzPatrick, 2007 — Namibia, Botswana
270. Zelotes ovambensis Lawrence, 1927 — Namibia
271. Zelotes ovtsharenkoi Zhang & Song, 2001 — Cina
272. Zelotes pakistaniensis Butt & Beg, 2004 — Pakistan
273. Zelotes pallidipes Tucker, 1923 — Namibia
274. Zelotes paradderet Levy, 2009 — Israele
275. Zelotes paraegregius Wunderlich, 2012 — Isole Canarie
276. Zelotes paranaensis Mello-Leitão, 1947 — Brasile
277. Zelotes parascrutatus Levy, 1998 — Israele
278. Zelotes paroculus Simon, 1914 — Francia, Italia
279. Zelotes pediculatoides Senglet, 2011 — Spagna
280. Zelotes pediculatus Marinaro, 1967 — Algeria
281. Zelotes pedimaculosus Tucker, 1923 — Namibia
282. Zelotes perditus Chamberlin, 1922 — USA
283. Zelotes petrensis (C. L. Koch, 1839) — dall'Europa all'Asia centrale
284. Zelotes petrophilus Chamberlin, 1936 — USA
285. Zelotes pexus (Simon, 1885) — India
286. Zelotes piceus (Kroneberg, 1875) — Tagikistan
287. Zelotes piercy Platnick & Shadab, 1983 — USA
288. Zelotes pinos Platnick & Shadab, 1983 — USA
289. Zelotes planiger Roewer, 1961 — Afghanistan
290. Zelotes platnicki Zhang, Song & Zhu, 2001 — Cina
291. Zelotes plumiger (L. Koch, 1882) — Isole Baleari
292. Zelotes pluridentatus Marinaro, 1967 — Algeria
293. Zelotes poecilochroaeformis Denis, 1937 — Algeria, Tunisia
294. Zelotes poonaensis Tikader & Gajbe, 1976 — India
295. Zelotes potanini Schenkel, 1963 — Russia, Kazakistan, Cina, Corea, Giappone
296. Zelotes prishutovae Ponomarev & Tsvetkov, 2006 — Grecia, Creta, Turchia, Russia, Ucraina
297. Zelotes pseudoapricorum Schenkel, 1963 — Kazakistan, Cina
298. Zelotes pseudogallicus Ponomarev, 2007 — Russia
299. Zelotes pseudopusillus Caporiacco, 1934 — India
300. Zelotes pseustes Chamberlin, 1922 — USA, Messico
301. Zelotes pulchellus Butt & Beg, 2004 — Pakistan
302. Zelotes pulchripes (Purcell, 1908) — Sudafrica
303. Zelotes pullus (Bryant, 1936) — USA
304. Zelotes puritanus Chamberlin, 1922 — Regione olartica
305. Zelotes pyrenaeus Di Franco & Blick, 2003 — Francia
306. Zelotes quadridentatus (Strand, 1906) — Tunisia
307. Zelotes quipungo FitzPatrick, 2007 — Angola
308. Zelotes qwabergensis FitzPatrick, 2007 — Sudafrica
309. Zelotes radiatus Lawrence, 1928 — Africa meridionale
310. Zelotes rainier Platnick & Shadab, 1983 — USA
311. Zelotes reduncus (Purcell, 1907) — Sudafrica
312. Zelotes reimoseri Roewer, 1951 — Francia
313. Zelotes remyi Denis, 1954 — Algeria
314. Zelotes resolution FitzPatrick, 2007 — Sudafrica
315. Zelotes rinske van Helsdingen, 2012 — Italia
316. Zelotes rothschildi (Simon, 1909) — Etiopia, Congo
317. Zelotes rufi Esyunin & Efimik, 1997 — Russia
318. Zelotes rugege FitzPatrick, 2007 — Congo, Ruanda
319. Zelotes rungwensis FitzPatrick, 2007 — Tanzania
320. Zelotes ryukyuensis Kamura, 1999 — Isole Ryukyu
321. Zelotes sajali Tikader & Gajbe, 1979 — India
322. Zelotes sanmen Platnick & Song, 1986 — Cina
323. Zelotes santos Platnick & Shadab, 1983 — Messico
324. Zelotes sarawakensis (Thorell, 1890) — dal Pakistan al Borneo e all'Australia
325. Zelotes sardus (Canestrini, 1873) — Francia, Italia
326. Zelotes sataraensis Tikader & Gajbe, 1979 — India
327. Zelotes sclateri Tucker, 1923 — Sudafrica, Lesotho
328. Zelotes scrutatus (O. P.-Cambridge, 1872) — dall'Africa all'Asia centrale
329. Zelotes segrex (Simon, 1878) — Regione paleartica
330. Zelotes semibadius (L. Koch, 1878) — Azerbaigian
331. Zelotes serratus Wunderlich, 2011 — Portogallo
332. Zelotes shabae FitzPatrick, 2007 — Congo
333. Zelotes shaked Levy, 1998 — Israele
334. Zelotes shantae Tikader, 1982 — India
335. Zelotes siculus (Simon, 1878) — Sicilia
336. Zelotes similis (Kulczynski, 1887) — Europa
  - Zelotes similis hungaricus Kolosváry & Loksa, 1944 — Ungheria
337. Zelotes sindi Caporiacco, 1934 — India, Pakistan
338. Zelotes singroboensis Jézéquel, 1965 — Costa d'Avorio
339. Zelotes siyabonga FitzPatrick, 2007 — Zimbabwe
340. Zelotes skinnerensis Platnick & Prentice, 1999 — USA
341. Zelotes somaliensis FitzPatrick, 2007 — Somalia
342. Zelotes songus FitzPatrick, 2007 — Sudafrica
343. Zelotes soulouensis FitzPatrick, 2007 — Burkina Faso
344. Zelotes spadix (L. Koch, 1866) — Spagna, Africa settentrionale
345. Zelotes spilosus Yin, 2012 — Cina
346. Zelotes spinulosus Denis, 1958 — Afghanistan
347. Zelotes stolidus (Simon, 1879) — Algeria, Libia
348. Zelotes strandi (Nosek, 1905) — Turchia
349. Zelotes subaeneus (Simon, 1886) — Senegal
350. Zelotes subterraneus (C. L. Koch, 1833)[2] — Regione paleartica
351. Zelotes sula Lowrie & Gertsch, 1955 — Regione olartica
352. Zelotes surekhae Tikader & Gajbe, 1976 — India
353. Zelotes swelus FitzPatrick, 2007 — Congo
354. Zelotes talpa Platnick & Shadab, 1983 — Messico
355. Zelotes talpinus (L. Koch, 1872) — Europa
356. Zelotes tambaramensis Caleb & Mathai, 2013 — India
357. Zelotes tarsalis Fage, 1929 — Africa settentrionale
358. Zelotes tendererus FitzPatrick, 2007 — Malawi, Zambia, Zimbabwe
359. Zelotes tenuis (L. Koch, 1866) — dal Mediterraneo all'Ucraina, USA
360. Zelotes tetramamillatus (Caporiacco, 1947) — Tanzania
361. Zelotes thorelli Simon, 1914 — Europa meridionale
362. Zelotes tongdao Yin, Bao & Zhang, 1999 — Cina
363. Zelotes tortuosus Kamura, 1987 — Giappone
364. Zelotes tragicus (O. P.-Cambridge, 1872) — Ciad, Etiopia, Israele
365. Zelotes trimaculatus Mello-Leitão, 1930 — Brasile
366. Zelotes tristis (Thorell, 1871) — Svezia
367. Zelotes tropicalis FitzPatrick, 2007 — Africa centrale e occidentale
368. Zelotes tsaii Platnick & Song, 1986 — Cina
369. Zelotes tuckeri Roewer, 1951 — Africa meridionale e orientale
370. Zelotes tulare Platnick & Shadab, 1983 — USA
371. Zelotes tuobus Chamberlin, 1919 — USA, Canada
372. Zelotes turanicus Charitonov, 1946 — Uzbekistan
373. Zelotes turcicus Wunderlich, 2011 — Turchia
374. Zelotes ubicki Platnick & Shadab, 1983 — Messico
375. Zelotes uniformis Mello-Leitão, 1941 — Argentina
376. Zelotes union Platnick & Shadab, 1983 — Messico
377. Zelotes univittatus (Simon, 1897) — India
378. Zelotes uquathus FitzPatrick, 2007 — Sudafrica
379. Zelotes uronesae Melic, 2014 — Spagna
380. Zelotes vespertinus (Thorell, 1875) — Francia, Italia, Bulgaria, Macedonia
381. Zelotes vikela FitzPatrick, 2007 — Senegal
382. Zelotes viola Platnick & Shadab, 1983 — USA
383. Zelotes viveki Gajbe, 2005 — India
384. Zelotes wuchangensis Schenkel, 1963 — Cina, Corea
385. Zelotes xerophilus Levy, 1998 — Israele
386. Zelotes xiaoi Yin, Bao & Zhang, 1999 — Cina
387. Zelotes yani Yin, Bao & Zhang, 1999 — Cina
388. Zelotes yinae Platnick & Song, 1986 — Cina
389. Zelotes yogeshi Gajbe, 2005 — India
390. Zelotes yosemite Platnick & Shadab, 1983 — USA
391. Zelotes zekharya Levy, 2009 — Israele
392. Zelotes zellensis Grimm, 1982 — Germania, Austria
393. Zelotes zephyrus Kamura, 1999 — Isole Ryukyu
394. Zelotes zhaoi Platnick & Song, 1986 — Russia, Cina
395. Zelotes zhengi Platnick & Song, 1986 — Cina
396. Zelotes zhui Yang & Tang, 2003 — Cina
397. Zelotes zin Levy, 1998 — Israele
398. Zelotes zonognathus (Purcell, 1907) — Africa meridionale, centrale e occidentale

## Zelotibia
Zelotibia Russell-Smith & Murphy, 2005
1. Zelotibia acicula Russell-Smith & Murphy, 2005 — Repubblica Democratica del Congo
2. Zelotibia angelica Nzigidahera & Jocqué, 2009 — Burundi
3. Zelotibia bicornuta Russell-Smith & Murphy, 2005 — Tanzania
4. Zelotibia cultella Russell-Smith & Murphy, 2005 — Repubblica Democratica del Congo
5. Zelotibia curvifemur Nzigidahera & Jocqué, 2009 — Burundi
6. Zelotibia dolabra Russell-Smith & Murphy, 2005 — Repubblica Democratica del Congo
7. Zelotibia filiformis Russell-Smith & Murphy, 2005 — Repubblica Democratica del Congo, Burundi
8. Zelotibia flexuosa Russell-Smith & Murphy, 2005 — Repubblica Democratica del Congo, Ruanda
9. Zelotibia fosseyae Nzigidahera & Jocqué, 2009 — Burundi
10. Zelotibia johntony Nzigidahera & Jocqué, 2009 — Burundi
11. Zelotibia kaibos Russell-Smith & Murphy, 2005 — Kenya
12. Zelotibia kanama Nzigidahera & Jocqué, 2009 — Ruanda
13. Zelotibia kibira Nzigidahera & Jocqué, 2009 — Burundi
14. Zelotibia lejeunei Nzigidahera & Jocqué, 2009 — Repubblica Democratica del Congo
15. Zelotibia major Russell-Smith & Murphy, 2005 — Burundi
16. Zelotibia mitella Russell-Smith & Murphy, 2005[2] — Repubblica Democratica del Congo
17. Zelotibia papillata Russell-Smith & Murphy, 2005 — Repubblica Democratica del Congo, Ruanda
18. Zelotibia paucipapillata Russell-Smith & Murphy, 2005 — Repubblica Democratica del Congo
19. Zelotibia scobina Russell-Smith & Murphy, 2005 — Repubblica Democratica del Congo
20. Zelotibia simpula Russell-Smith & Murphy, 2005 — Repubblica Democratica del Congo, Kenya
21. Zelotibia subsessa Nzigidahera & Jocqué, 2009 — Burundi
22. Zelotibia supercilia Russell-Smith & Murphy, 2005 — Repubblica Democratica del Congo

## Zelowan
Zelowan Murphy & Russell-Smith, 2010
1. Zelowan allegena Murphy & Russell-Smith, 2010 — Repubblica Democratica del Congo
2. Zelowan bulbiformis Murphy & Russell-Smith, 2010 — Repubblica Democratica del Congo
3. Zelowan cochleare Murphy & Russell-Smith, 2010 — Repubblica Democratica del Congo
4. Zelowan cordiformis Murphy & Russell-Smith, 2010 — Repubblica Democratica del Congo
5. Zelowan cuniculiformis Murphy & Russell-Smith, 2010 — Repubblica Democratica del Congo
6. Zelowan ensifer Murphy & Russell-Smith, 2010 — Repubblica Democratica del Congo
7. Zelowan etruricassis Murphy & Russell-Smith, 2010 — Repubblica Democratica del Congo
8. Zelowan falciformis Murphy & Russell-Smith, 2010 — Repubblica Democratica del Congo
9. Zelowan galea Murphy & Russell-Smith, 2010 — Repubblica Democratica del Congo
10. Zelowan larva Murphy & Russell-Smith, 2010 — Repubblica Democratica del Congo
11. Zelowan mammosa Murphy & Russell-Smith, 2010 — Repubblica Democratica del Congo
12. Zelowan nodivulva Murphy & Russell-Smith, 2010 — Burundi
13. Zelowan pyriformis Murphy & Russell-Smith, 2010 — Repubblica Democratica del Congo
14. Zelowan remota Murphy & Russell-Smith, 2010 — Namibia
15. Zelowan rostrata Murphy & Russell-Smith, 2010 — Repubblica Democratica del Congo
16. Zelowan rotundipalpis Murphy & Russell-Smith, 2010 — Repubblica Democratica del Congo
17. Zelowan similis Murphy & Russell-Smith, 2010 — Repubblica Democratica del Congo
18. Zelowan spiculiformis Murphy & Russell-Smith, 2010[2] — Repubblica Democratica del Congo

## Zimirina
Zimirina Dalmas, 1919
- Zimirina brevipes Pérez & Blasco, 1986 — Spagna
- Zimirina cineris Cooke, 1964 — Isole Canarie
- Zimirina deserticola Dalmas, 1919 — Algeria
- Zimirina gomerae (Schmidt, 1981) — Isole Canarie
- Zimirina grancanariensis Wunderlich, 1992 — Isole Canarie
- Zimirina hirsuta Cooke, 1964 — Isole Canarie
- Zimirina lepida (Blackwall, 1859) — Madeira
- Zimirina moyaensis Wunderlich, 1992 — Isole Canarie
- Zimirina nabavii Wunderlich, 2011 — Isole Canarie
- Zimirina penicillata (Simon, 1893) — Algeria
- Zimirina relegata Cooke, 1977 — Isola di Sant'Elena
- Zimirina spinicymbia Wunderlich, 1992 — Isole Canarie
- Zimirina tenuidens Denis, 1956 — Marocco
- Zimirina transvaalica Dalmas, 1919 — Africa meridionale
- Zimirina vastitatis Cooke, 1964 — Libia, Egitto

## Zimiris
Zimiris Simon, 1882
- Zimiris diffusa Platnick & Penney, 2004 — Isola di Sant'Elena, Socotra, India
- Zimiris doriai Simon, 1882 — Fascia intertropicale

## Zimiromus
Zimiromus Banks, 1914
1. Zimiromus aduncus Platnick & Shadab, 1976 — Panama
2. Zimiromus atrifus Platnick & Höfer, 1990 — Brasile
3. Zimiromus beni Platnick & Shadab, 1981 — Bolivia, Brasile
4. Zimiromus bimini Platnick & Shadab, 1976 — Isole Bahama
5. Zimiromus boistus Platnick & Höfer, 1990 — Brasile
6. Zimiromus brachet Platnick & Shadab, 1976 — Ecuador
7. Zimiromus buzios Brescovit & Buckup, 1998 — Brasile
8. Zimiromus canje Platnick & Shadab, 1979 — Guyana
9. Zimiromus chickeringi Platnick & Shadab, 1976 — Panama
10. Zimiromus circulus Platnick & Shadab, 1976 — Perù
11. Zimiromus dorado Platnick & Shadab, 1979 — Perù
12. Zimiromus eberhardi Platnick & Shadab, 1976 — Colombia
13. Zimiromus exlineae Platnick & Shadab, 1976 — Ecuador
14. Zimiromus hortenciae Buckup & Brescovit, 1993 — Brasile
15. Zimiromus iotus (Banks, 1929) — Panama
16. Zimiromus jamaicensis Platnick & Shadab, 1976 — Giamaica
17. Zimiromus kleini Buckup & Brescovit, 1993 — Brasile
18. Zimiromus kochalkai Platnick & Shadab, 1976 — Colombia
19. Zimiromus lawa Platnick & Shadab, 1981 — Suriname
20. Zimiromus lingua Platnick & Shadab, 1976 — Messico
21. Zimiromus lubricus (Simon, 1893) — Venezuela, Trinidad
22. Zimiromus malkini Platnick & Shadab, 1976 — Nicaragua
23. Zimiromus medius (Keyserling, 1891) — Brasile
24. Zimiromus montenegro Buckup & Brescovit, 1993 — Brasile
25. Zimiromus muchmorei Platnick & Shadab, 1976 — Isole Vergini
26. Zimiromus nadleri Platnick & Shadab, 1979 — Suriname
27. Zimiromus penai Platnick & Shadab, 1976 — Ecuador
28. Zimiromus piura Platnick & Shadab, 1976 — Perù
29. Zimiromus platnicki Brescovit & Höfer, 1994 — Bolivia
30. Zimiromus rabago Platnick & Shadab, 1976 — Colombia
31. Zimiromus racamus Buckup & Brescovit, 1993 — Brasile
32. Zimiromus recs Zapata & Grismado, 2012 — Argentina
33. Zimiromus reichardti Platnick & Shadab, 1976 — Brasile
34. Zimiromus rothi Platnick & Shadab, 1981 — Messico
35. Zimiromus sinop Platnick & Shadab, 1981 — Brasile
36. Zimiromus sununga Buckup & Brescovit, 1993 — Brasile
37. Zimiromus syenus Buckup & Brescovit, 1993 — Brasile
38. Zimiromus tapirape Brescovit & Buckup, 1998 — Brasile
39. Zimiromus tonina Platnick & Shadab, 1976 — Messico
40. Zimiromus tropicalis (Banks, 1909)[2] — Costa Rica, Panama
41. Zimiromus volksberg Platnick & Shadab, 1981 — Suriname